# سوسکچه‌های خرطوم‌دار آبی‌رنگ
سوسکچه‌های خرطوم‌دار آبی رنگ (نام علمی: Poropterus) نام یک سرده از تیره سوسکچه‌های خرطوم‌دار است.